# Centro di immigrazione (Malta)
I Centri di identificazione e permanenza preventiva per immigrati a Malta sono chiamati dalla legge maltese Immigration Centre (in maltese Ċentri immigrazzjoni).

## Legislazione
La legislazione maltese ha le sue basi contro il fenomeno dell'immigrazione clandestina nel capitolo 217 dell'Immigration Act entrato in vigore il 21 settembre 1970.
Il governo maltese divise in centri aperti (Open Centre) e centri chiusi per la detenzione (Detention Centre o Closed Centre), inoltre sono presenti centri per famiglie (Centre for Family) e minori non accompagnati (Unaccompanied Minors Centre). I centri sono gestiti da:
- Arcidiocesi di Malta tramite il Jesuite Refugee Service gestito dai gesuiti maltesi oltre ad associazioni e ONG cattoliche e le parrocchie
- Forze armate maltesi
- Polizia maltese
- Governo maltese tramite l'OIWAS (The Organization for Integration and Welfare of Asylum Seekers) di Malta

Tuttora la legislazione maltese prevede 12 mesi di detenzione preventiva per i richiedenti asilo, portati a 18 mesi se la richiesta è rifiutata, mentre per i clandestini la carcerazione preventiva è di 18 mesi. 
Fino al 2002 l'immigrazione a Malta era molto contenuta, dal 2002 a oggi c'è stato un forte aumento, anche se nel 2010 si è quasi azzerata. Nel 2009 erano presenti in tutti i centri erano tra i 4 000 e 5 000, raggiungendo un massimo di 5 398 su una popolazione maltese di 410 000 abitanti.
Le tende e 50 strutture mobili sono state donate dal Governo italiano al Governo maltese e sono state utilizzate per l'Ħal Far Tent Village.
La maggioranza degli immigrati proviene dalla Somalia, ma anche dall'Eritrea e dal Sudan.
Ad Ħal Far è presente un unico centro medico gestito da Medici Senza Frontiere.

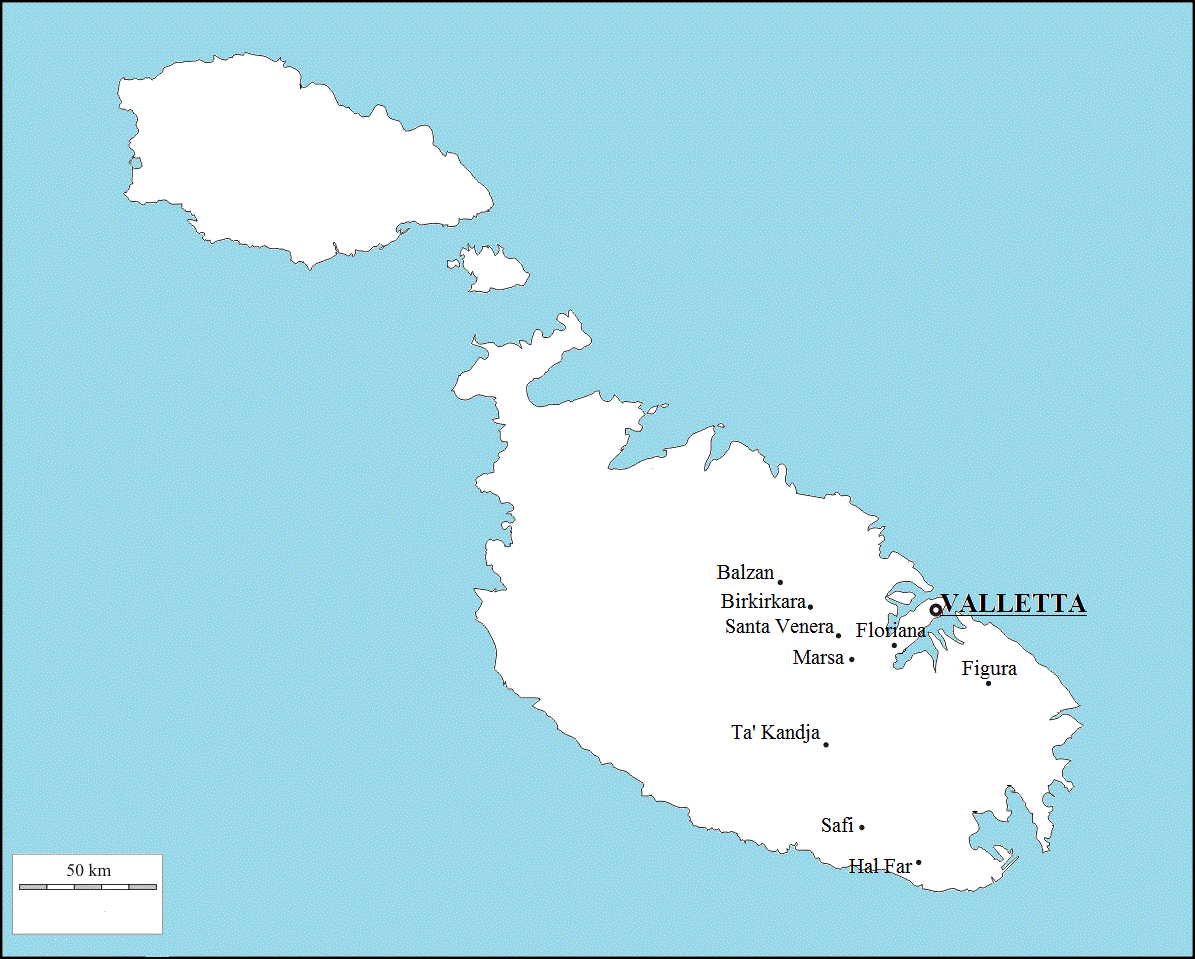
Principali Immigration Centre maltesi

## Immigrati arrivati a Malta
Dal 2001 al 2009 sono arrivati a Malta 12 423 immigrati, il 95% è partito dalla Libia e aveva mediamente un'età compresa tra 25 e 30 anni ed erano al 90% uomini.
A marzo 2011 in seguito alla Guerra civile libica e all'intervento militare sono arrivati in un solo giorno 680 profughi.

## I centri

### Detention Centre
- Ħal Far Lyster Barracks, gestito dal 1st Regiment delle Armed Forces of Malta il 31 dicembre 2008 erano presenti 714 detenuti.[10]
- Hal Safi Detention Centre, gestito dal 1st Regiment delle Armed Forces of Malta il 31 dicembre 2008 erano presenti 1 080 detenuti.[10]
- Floriana Police Headquarters, gestito dalla Polizia maltese - Pjazza San Kalcidonju - FRN 1530 Floriana
- Ta' Kandja Detention Centre, gestito dalla Polizia maltese il 31 dicembre 2008 erano presenti 70 detenuti.[10]

Nei Detention Centre ad aprile 2009 erano presenti 1 855 immigrati.

### Open Centre
Centri tutti gestiti dal governo maltese:
- Marsa Open Centre
- Ħal Far Tent Village
- Ħal Far Hangar
- Ħal Far Open Centre for families
- Ħal Far Reception Centre
- Centri per minori non accompagnati (Unaccompanied Minors Centre):

Dar Liedna - Fgura
Dar is-Sliem - Santa Venera
Dar Qawsalla - Birkirkara
Inoltre esistono gli open centre gestiti dalla diocesi di Malta (Chuch Open Centre) che gestivano nell'aprile 2009 400 persone.
In tutti gli Open Centre ad aprile 2009 erano presenti 2 273 immigrati.

## Galleria d'immagini

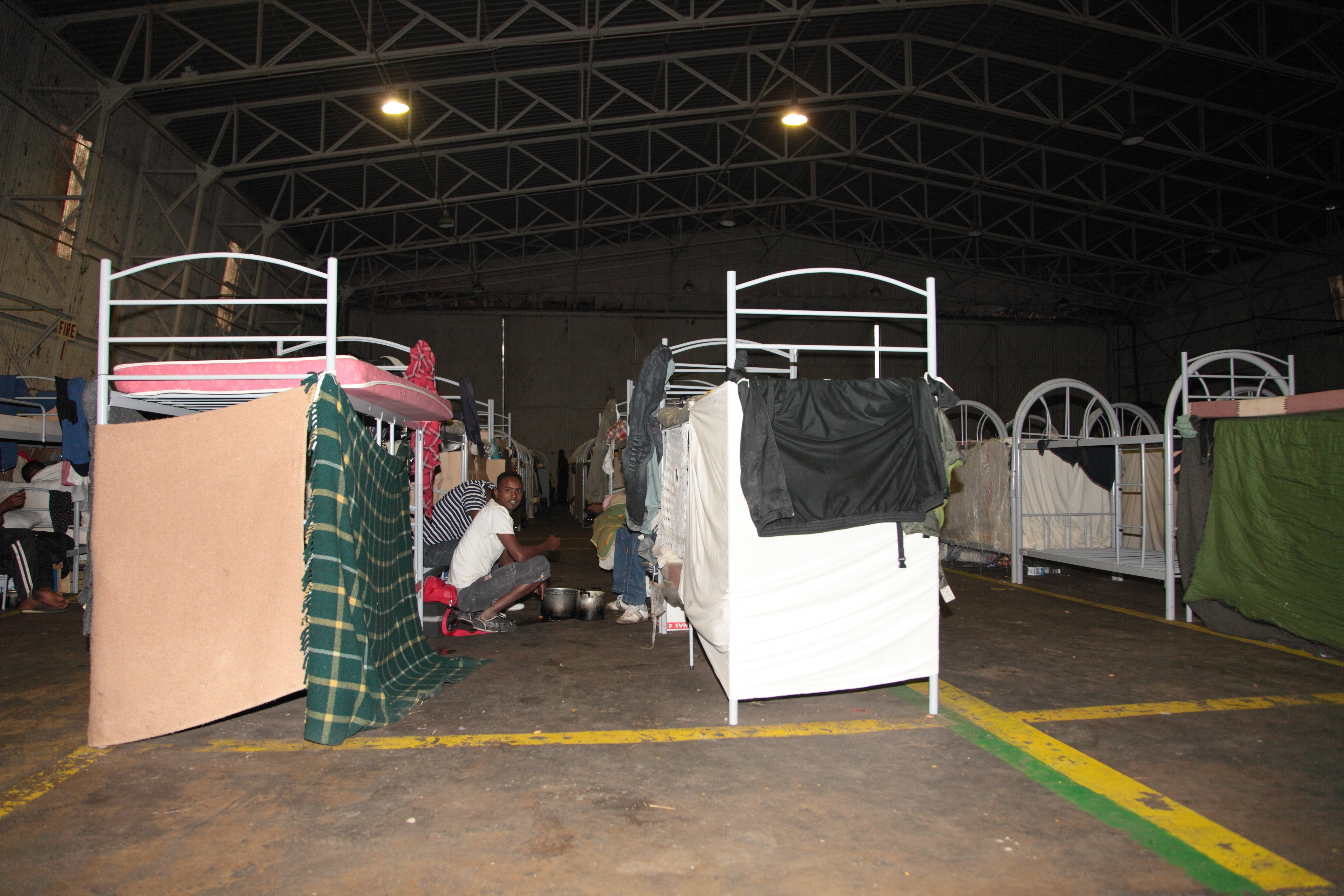
Ħal Far Hangar, situato nell'ex aeroporto di Hal Far
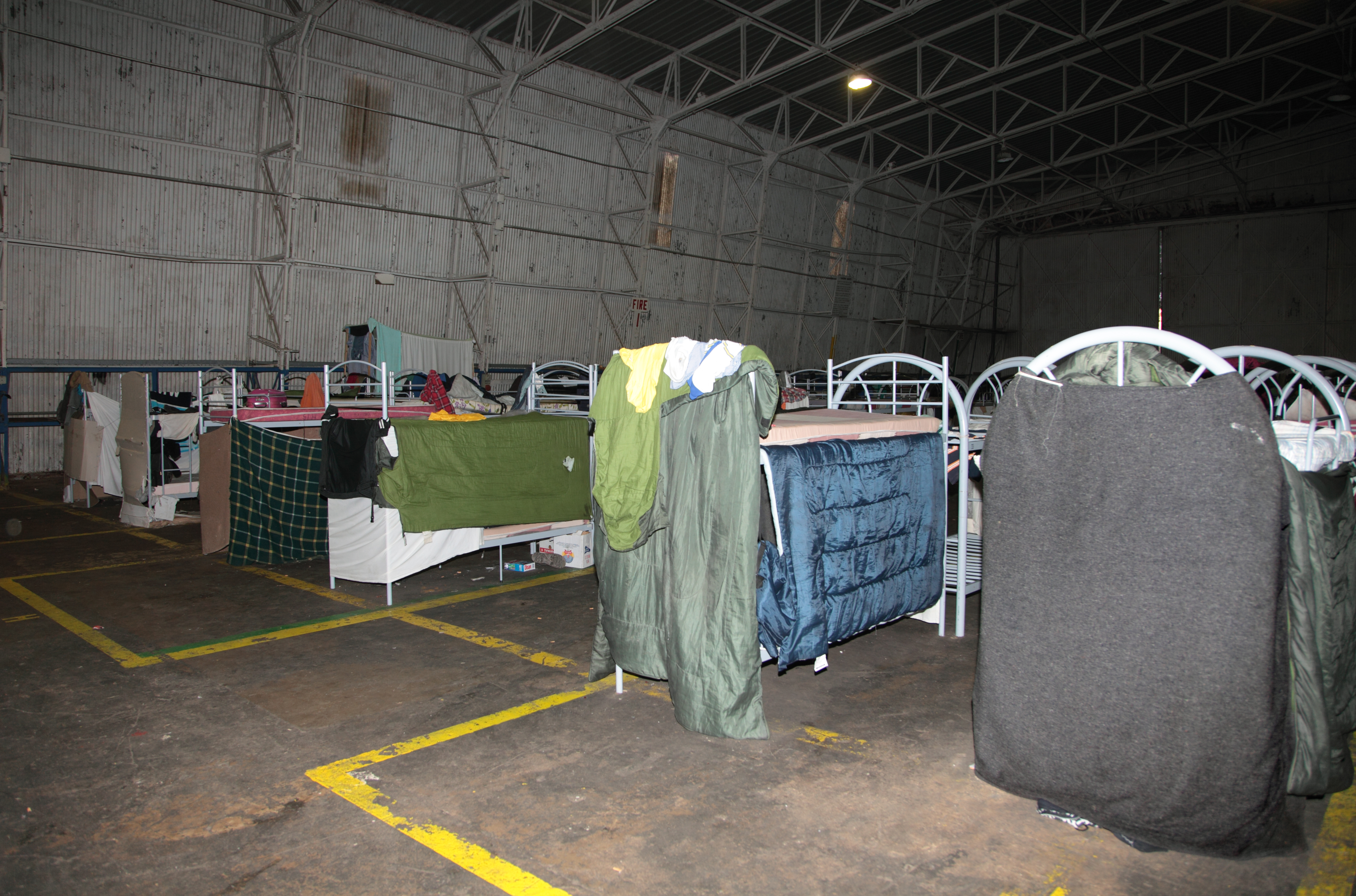
Altra immagine dell'Ħal Far Hangar
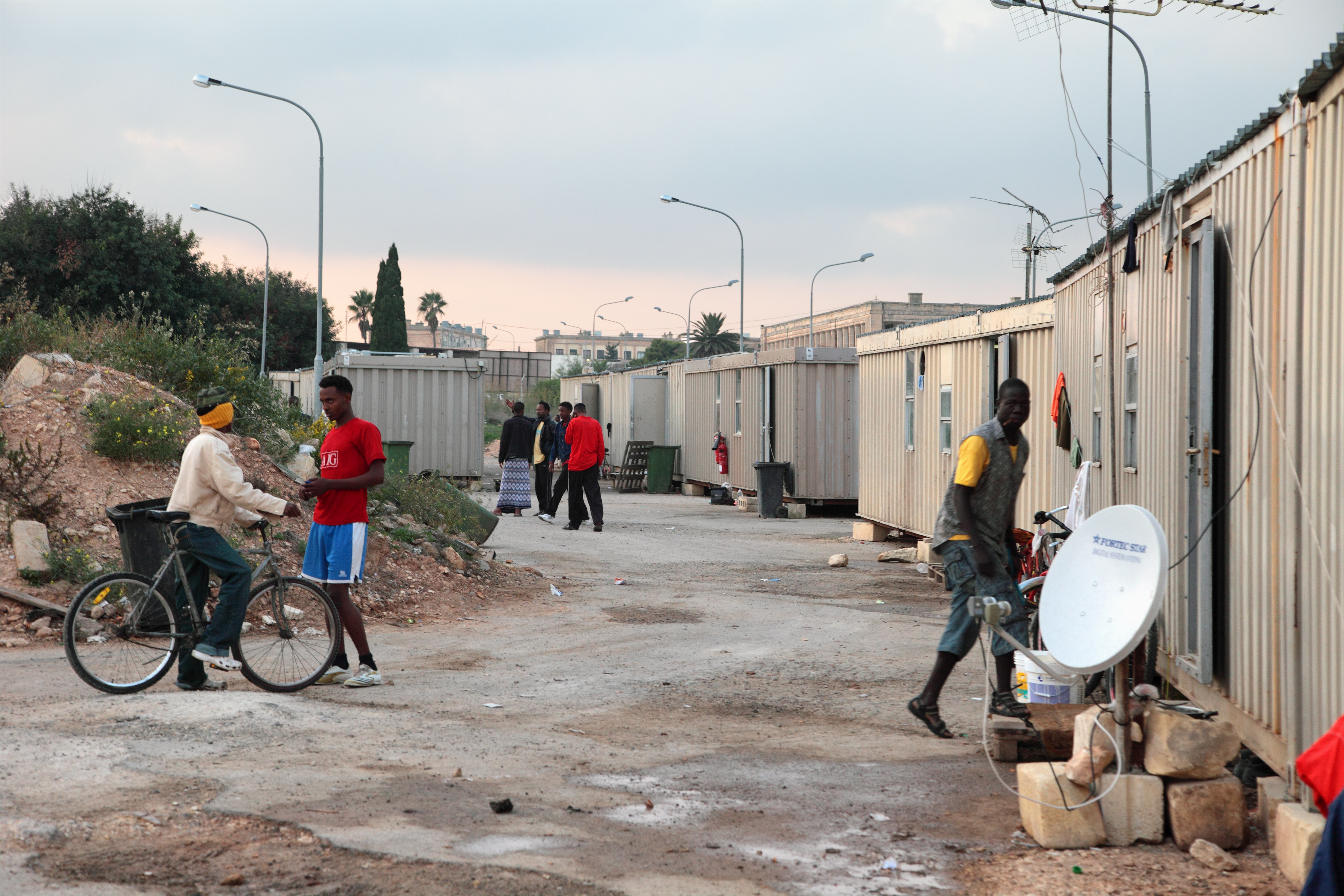
I container nell'Ħal Far Open Centre
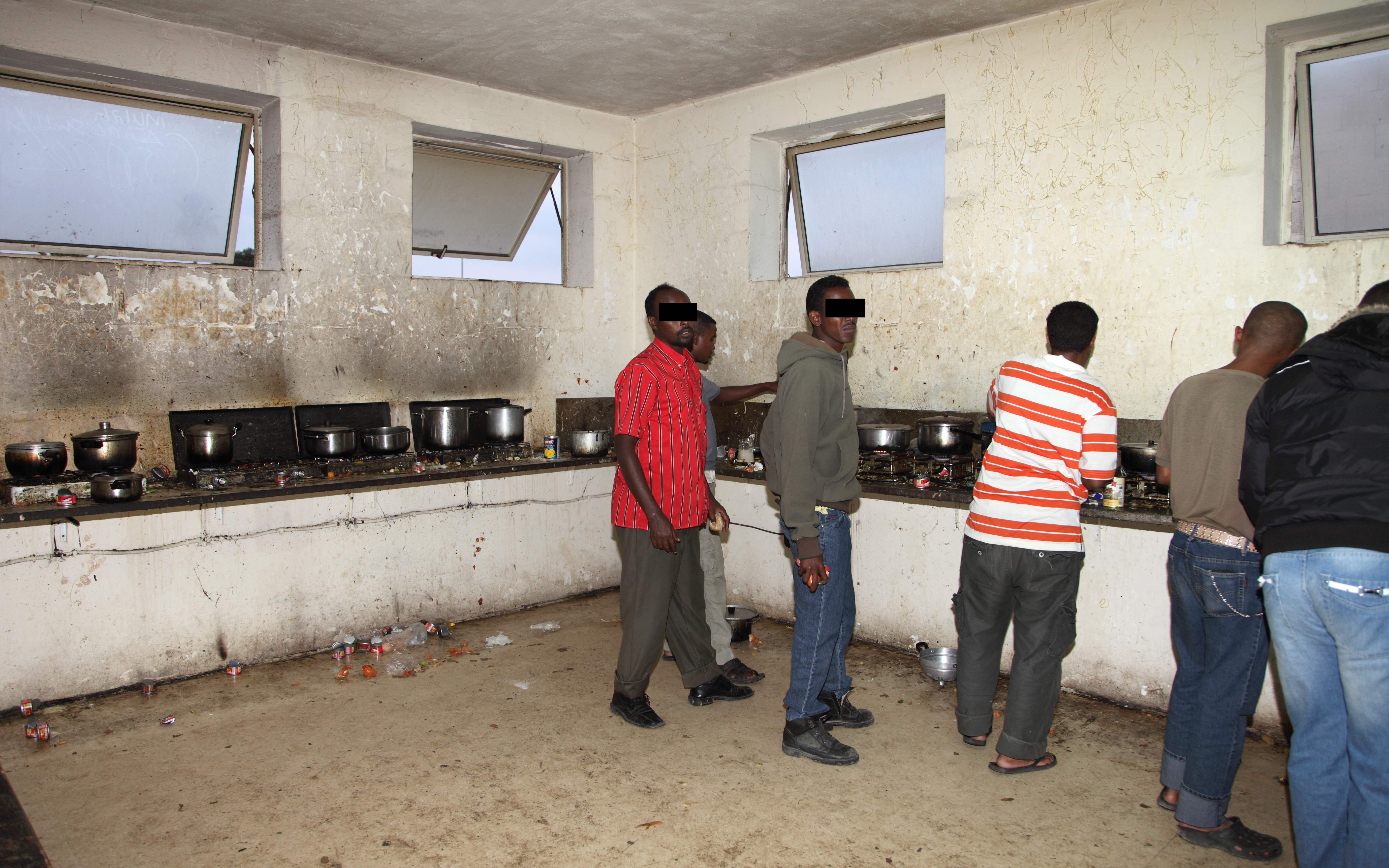
Le cucine dell'Ħal Far Open Centre
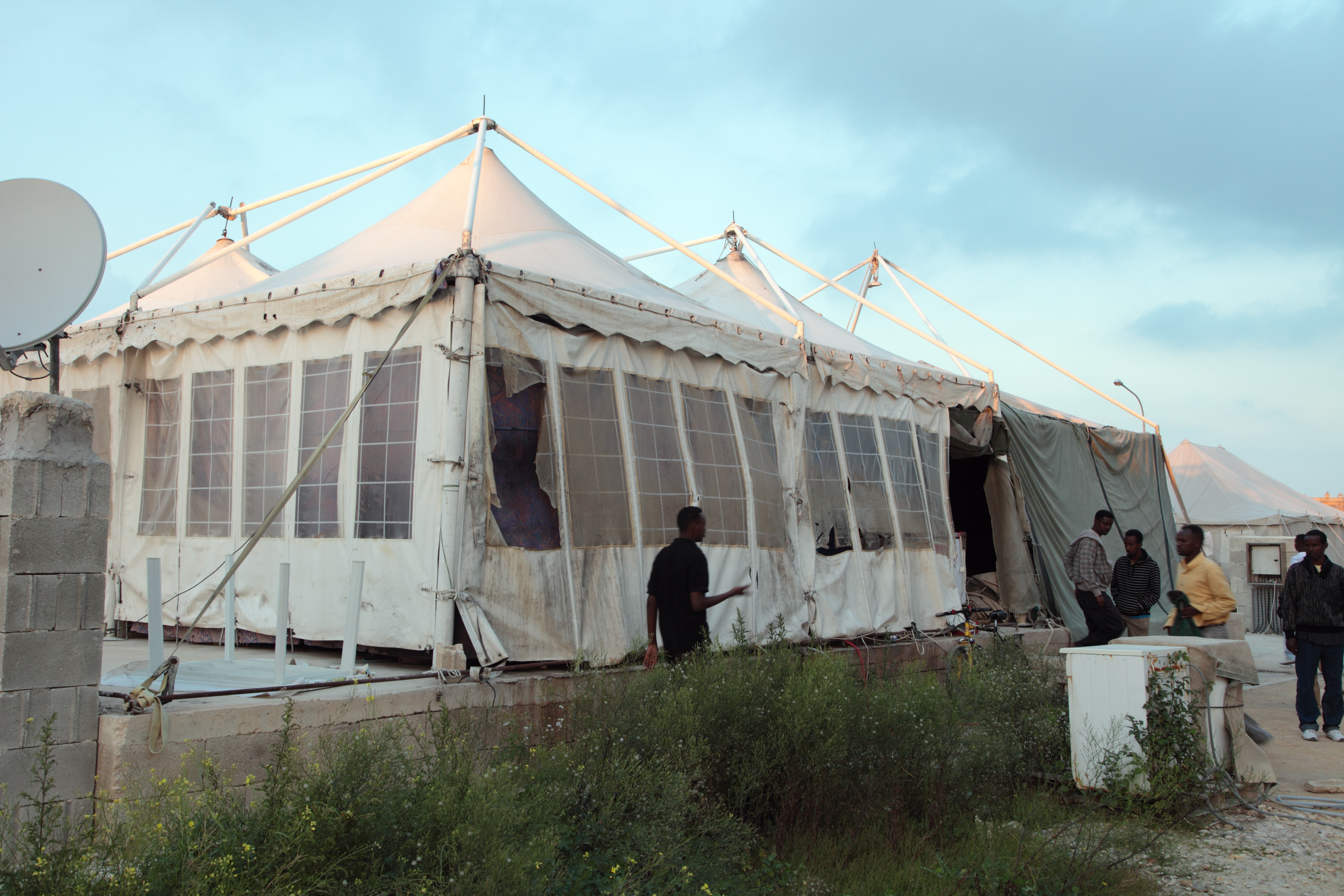
Le tende dell'Ħal Far Tent Village donate dall'Italia
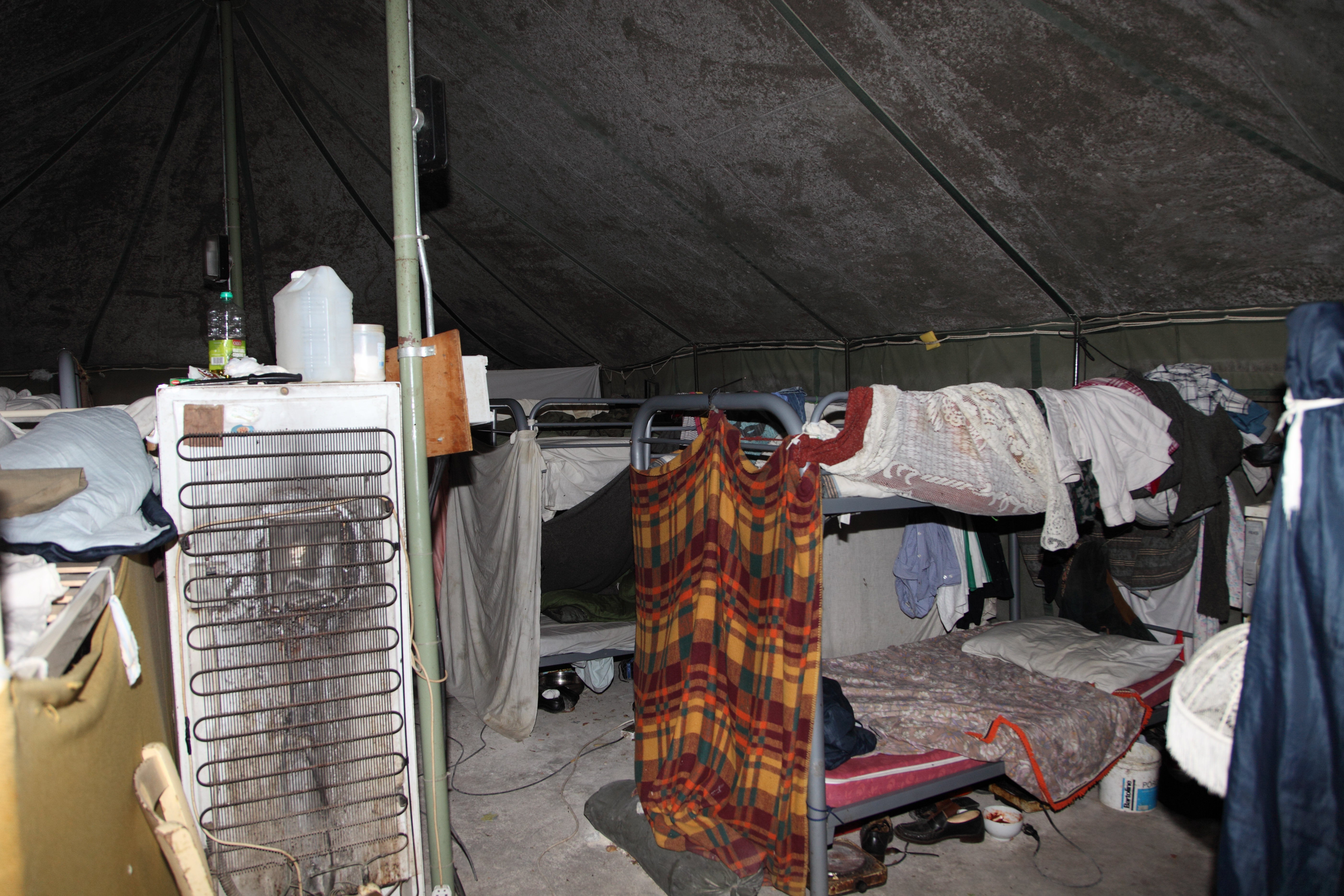
Vista interna di una tenda all'Ħal Far Tent Village
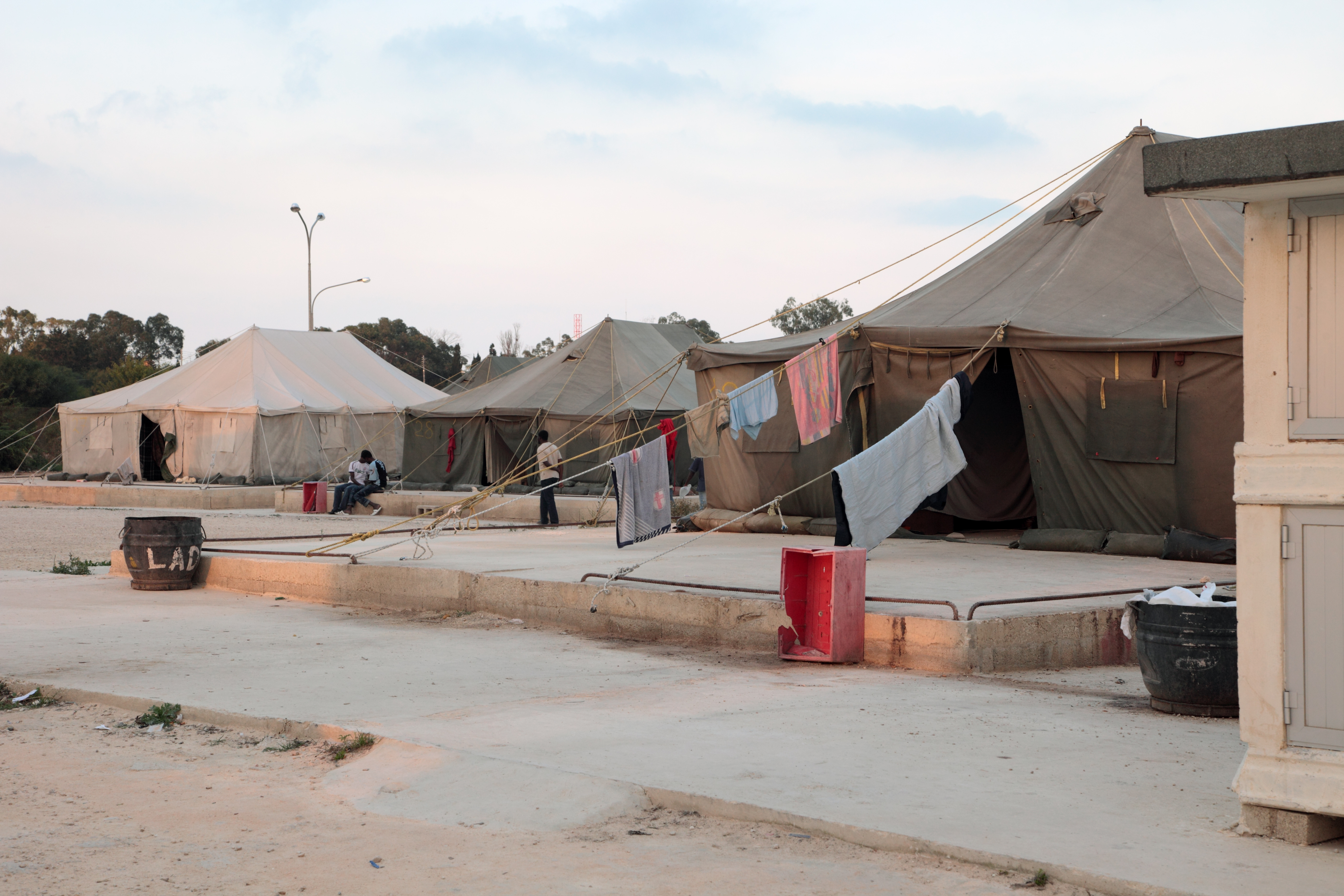
Vista di alcune tende dell'Ħal Far Tent Village
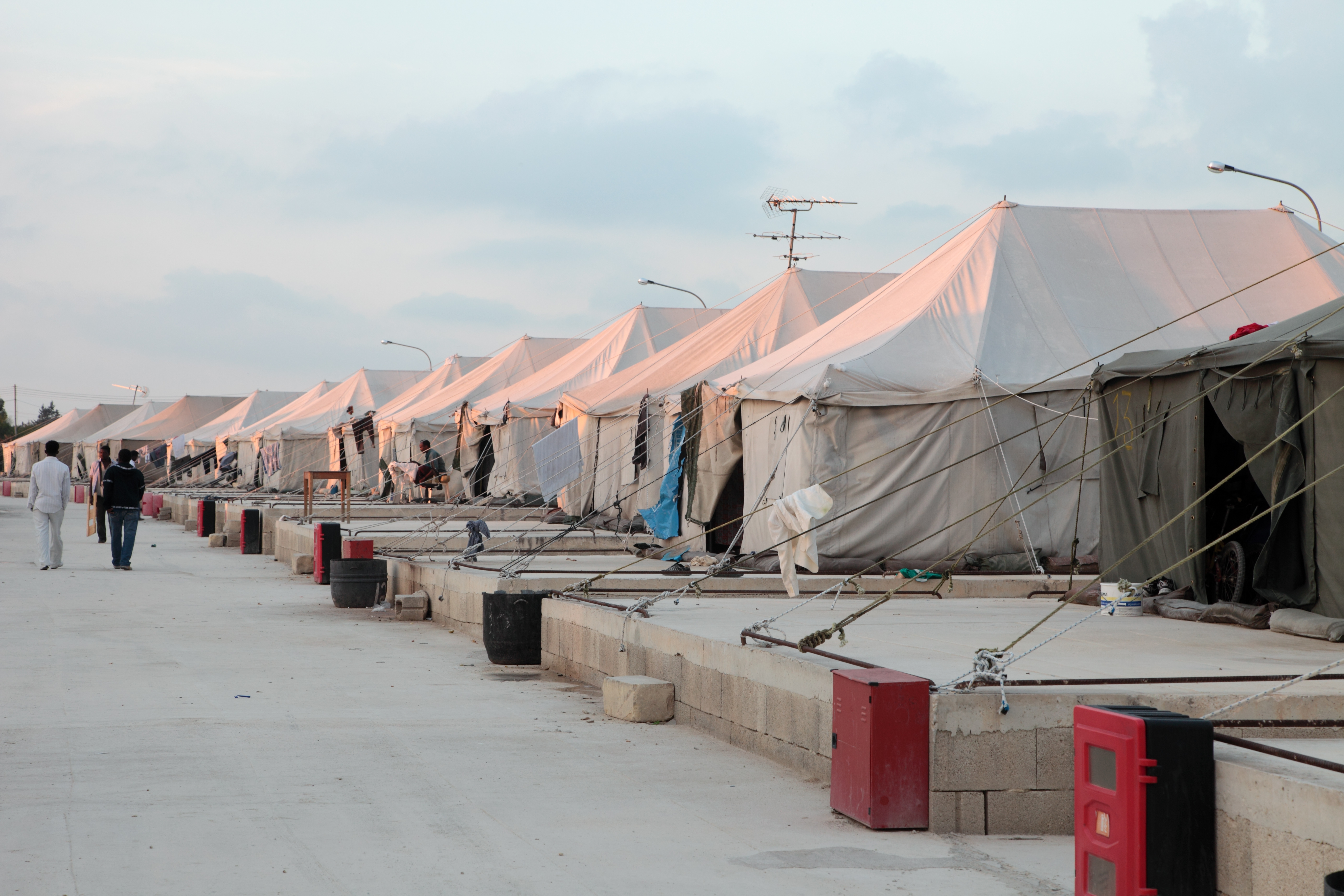
L'Ħal Far Tent Village
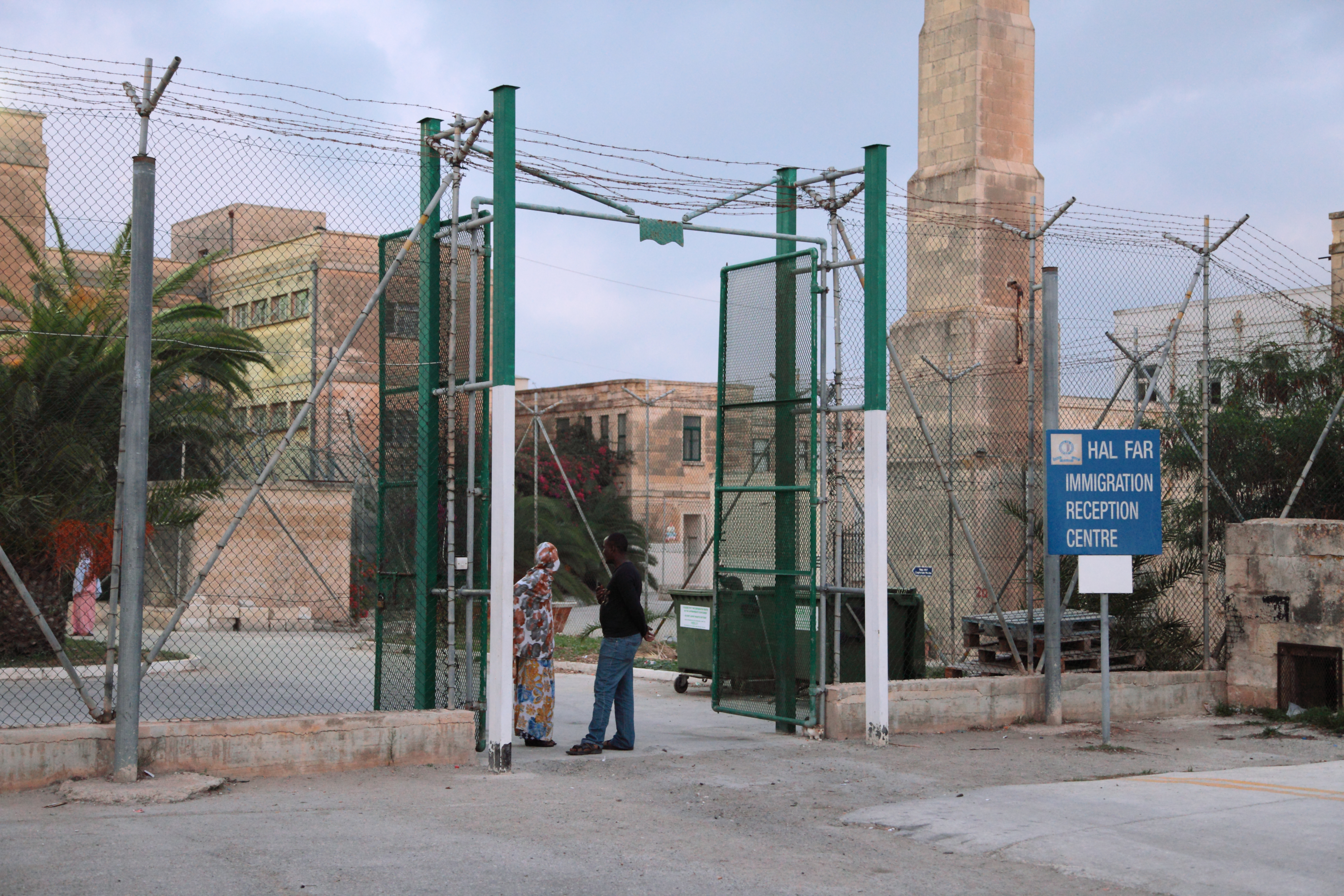
Ingresso dell'Ħal Far Open Centre